# Dactylophorella muricata
Dactylophorella muricata là một loài Rêu trong họ Lejeuneaceae. Loài này được (Gottsche) R.M. Schust. mô tả khoa học đầu tiên năm 1980.